# ラダ・ビノード・パール
ラダ・ビノード・パール（英語: Radhabinod Pal, ベンガル語: রাধাবিনোদ পাল, ヒンディー語: राधाबिनोद पाल, 1886年1月27日 - 1967年1月10日）は、インドの法学者、裁判官、コルカタ大学教授、国際連合国際法委員長を歴任。ベンガル人。
ヒンドゥー法を専攻。極東国際軍事裁判（東京裁判）において連合国が派遣した判事の一人で、判事全員一致の有罪判決を目指す動きに反対し、平和に対する罪と人道に対する罪は戦勝国により作られた事後法であり、事後法をもって裁くことは国際法に反するなどの理由で被告人全員の無罪を主張した「意見書」（通称「パール判決書」）で知られる。東京裁判以前のパールは主に税法専門の弁護士として活動し東京裁判以降、国際連合国際法委員長や仲裁裁判所裁判官として国際法に関与した。
ベンガル語表記では『ラダビノド・パル』、ヒンディー語表記では『ラーダービノード・パール』となるが、パール家の人間は「パル」と呼んで欲しいと希望している。東京裁判で務めた役職から、日本では「パール判事」と呼ばれることが多い。

## 経歴
1886年に英領インド・ベンガル州ノディア県クシュティヤ郡カンコレホド村に生まれた。父親はパールが3歳の時に死亡し、母親は子供達を一人で育て上げた。パールは数学の道に進んでいたが、母親はインド独立のためには息子を法律家にすることが必要だと考えていた。1907年、カルカッタのプレジデンシー・カレッジにおいて理学士試験に合格、数学賞を受賞。翌年カルカッタ大学にて理学修士を取得。1910年にインド連合州会計院書記生として就職した。
1911年にカルカッタ大学理学部、法学部を卒業し、1920年に法学修士試験に最優等にて合格、翌年弁護士として登録。1924年にはカルカッタ大学にて法学博士号 (LLD) を取得した。論文は「『マヌ法典』前のヴェーダおよび後期ヴェーダにおけるヒンドゥー法哲学」であった。
1923年から1936年までカルカッタ大学法学部教授。1925年にはインド学会最高の栄誉であるカルカッタ大学タゴール記念法学教授に選出された。1927年にインド植民地政府の法律顧問に就任、1937年には国際法学会総会に招聘され、議長団に選出される。
1941年にカルカッタ高等裁判所判事に就任。1944年、カルカッタ大学総長に就任し、1946年3月まで務めた。
1946年5月から開かれた極東国際軍事裁判ではインド代表判事として派遣された。
1952年10月、下中弥三郎らの招聘により、世界連邦アジア会議に参加のため再び来日し、約一ヶ月間日本に滞在。その際、原爆慰霊碑の碑文について、碑文の責任者である浜井広島市長と対談を行う。広島市中区の本照寺の住職・筧義章に請われ詩を執筆した。その詩は後に本照寺に建立された「大亜細亜悲願之碑」に刻まれている。
同年国際連合国際法委員会委員に就任し、同職を1967年まで務める（1958年度および1962年度委員長）。
1953年、三度目の来日。大倉山文化科学研究所で「インド法哲学思想の潮流」を講演。同年、インド国会下院議員補欠選挙に国民会議派から立候補し、3万6319票を得るが次点で落選（当選者は、5万8211票を獲得した共産党候補）。
1955年、世界連邦カルカッタ協会会長に就任。1957年に国際連合常設仲裁裁判所判事、1959年にはナショナル・プロフェッサー・オブ・ジュリスプルーデに就任した。1960年、インド最高の栄誉であるPADHMA-RRI勲章を受章する。
1966年10月に清瀬一郎、岸信介らの招聘により四度目の来日。その際、昭和天皇から勲一等瑞宝章を授与された。1967年1月10日、カルカッタの自邸にて死去。82歳。

## 研究業績と思想
東京裁判当時はヒンズー法学者で、著書に『ベーダ時代のヒンズー法哲学』『インド長子相続法』『出訴期限法』などがある。パールは法律の基礎は「真理（リータム）」であるとしばしば語っており、法律は神からのたまものであるが故に尊く、その前に人は平等なのであると説いた。
中島岳志は、パールを一貫した「熱烈なガンディー主義者」であり、同時に絶対平和主義者だったと主張した。これに対し中里成章は、パールとガンディー主義に基づく運動との間には接点が見当たらないことと反論し、「概ねインド・ナショナリズムの右寄りの潮流に親近感を持ち、植民地政府と少なくとも表面上は良好な関係を保ちながら、優秀な法律家として活躍し、おそらくヒンドゥー大協会の支持を得てカルカッタ大学副学長にまで登り詰めた、植民地法曹エリート」であり、「そういう人物として植民地政府によって東京裁判の判事に指名され、したがって、インドの独立後、ネルーの新政府と緊張した関係をもたざるをえなかった」人物だと推定している。

## 東京裁判判事選任の経緯
2009年に発見されたインド総督官房の公文書によればパールは、1941-43年に、休暇中の裁判官の穴を埋める形で短期間裁判官代行を務めた弁護士であって、インド総督府の認める正式な判事ではなかったが、国内手続きのミスにより代表に選ばれた。
インド代表判事選任の基準として、 高裁の現職判事あるいは少なくとも定年退職した元判事である事が求められたが、パールは一時的な欠員がある間、高等裁判所の判事を代行するように任命されたにすぎず、判事として正式に認められたことは一度もなく、定年退職した高等裁判所判事と見なすことはできなかった。したがって彼は（退任後）カルカッタで弁護士業に戻らねばならなかった。

## 東京裁判における主張 (パール判決書)

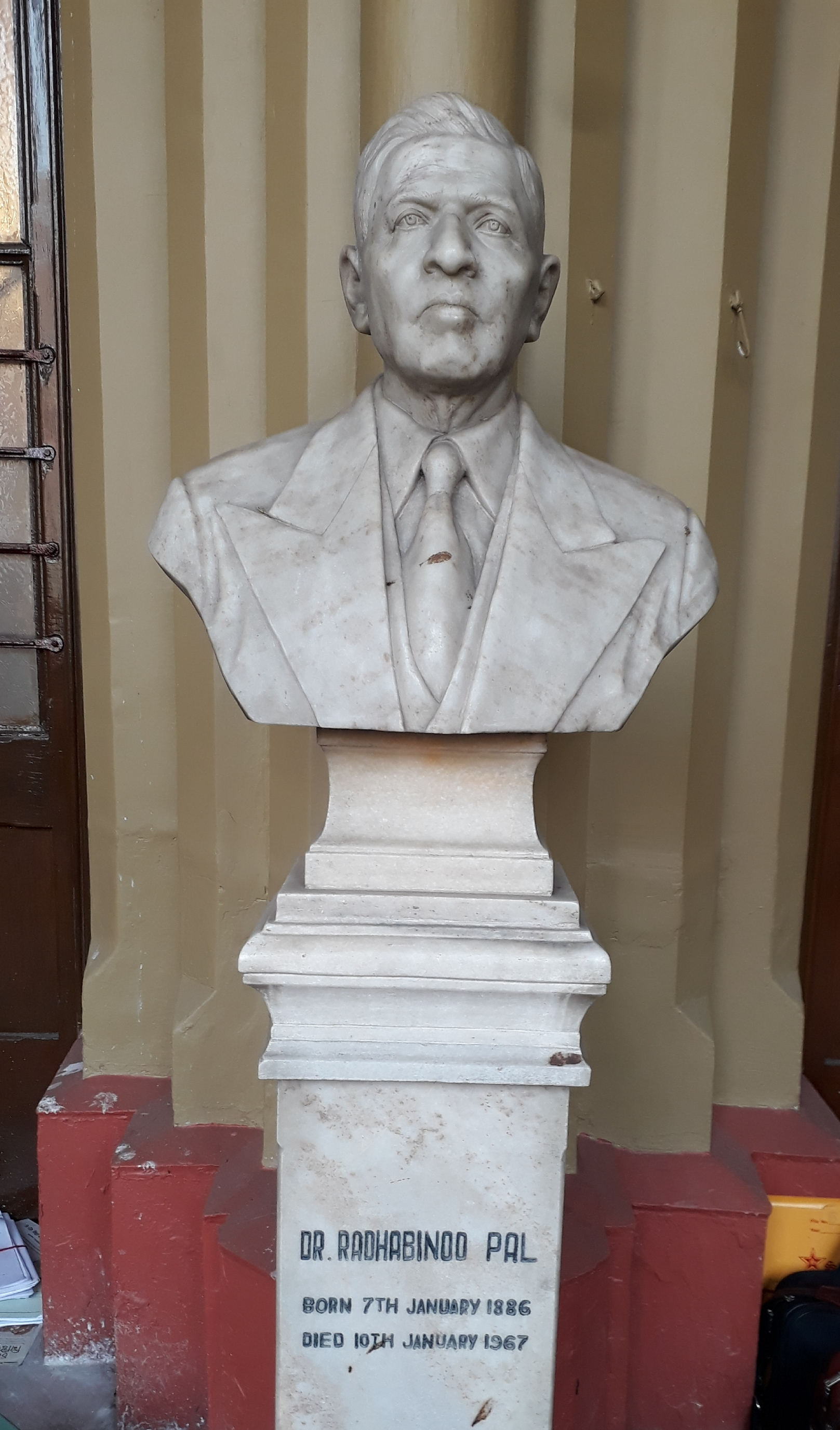
Statue of Dr. Pal in Kolkata High Court

パールは「裁判の方向性が予め決定づけられており、判決ありきの茶番劇である」との主旨でこの裁判そのものを批判し、被告の全員無罪を主張した。第2次世界大戦開戦時に存在しなかった平和に対する罪、人道に対する罪は事後法であり、罪刑法定主義の立場から被告人を有罪であるとする根拠自体が成立しないという判断によるものである。
パール判決書は法廷においては公表されず、戦勝国の多数派の判決のみが、あたかも全判事の一致した結論であるかのような角度において宣告された。ブレークニー弁護人は、少数派意見も法廷において公表すべきことを強硬に主張したが、容れられなかった。パール判決書は、未発表のまま関係者だけに配布された。
原爆死没者慰霊碑に刻まれた碑文に「安らかに眠って下さい　過ちは繰（り）返しませぬから」、　主語のないこの文章はかねて、日本が過ちを犯したように読み取れると指摘された。昭和２７（１９５２）年に広島を訪問したパール判事は「原爆を落としたのは日本人ではない。この過ちが、もし太平洋戦争を意味しているというなら、これまた日本の責任ではない」と碑文を批判した。
「パール判事は親日家故に日本に有利な主張をした」「反白人のため、欧米に不利な主張をした」という説は事実誤認であり、自身もこれを否定している。また、パールの長男も「（パールは）国際法の専門家として東京裁判を批判したのでであり、日本を擁護することを考えていたわけではない」と2007年に語ったが。事実、パールは意見書の中で、残虐行為などについても、敗戦国の日本やドイツ、戦勝国のアメリカに分け隔てなく批判的見解を述べ、一方の政策への個人的見解を前提とした恣意を強く戒めている。たとえば訴追理由となった日本軍兵の残虐行為についても、多くは実際に行われていたであろうと判定している。

### パール判決書の概要
パールの裁判における判決書は、英文で1275ページに及ぶ膨大なものであり、全7部で構成されている。
一部
裁判官が戦勝国出身者のみで構成されている事の適切性
侵略戦争の責任を個人に求めることの妥当性
二部
侵略戦争と自衛戦争の区別。この中でパールは、日本の戦争を一方的な侵略戦争とは断定できないとしている
三部
証拠および手続きに関する規則の検討
四部
訴追事由の一つである「共同謀議」論の否定
五部
裁判の管轄権。この中では真珠湾攻撃以前の案件を扱うことは事後法となり、管轄権を侵害しているとしている
六部
厳密な意味での戦争犯罪の検討。この中では、非戦闘員の生命財産の侵害が戦争犯罪となるならば、日本への原子爆弾投下を決定した者こそを裁くべきであろうとしている
七部
この部分はパールが裁判に対して行った勧告である。この中で全被告人は無罪であるとしている

### 南京事件
南京事件については「この物語のすべてを受け入れる事は困難である」と、検察の提示した十数万から数十万もの証言や証拠に強い疑問を呈した。ただし、パールは「宣伝と誇張をできるかぎり斟酌しても、なお残虐行為は日本軍がその占領したある地域の一般民衆、はたまた戦時俘虜に対し犯したものであるという証拠は、圧倒的である」 と、犯罪行為その物は存在したと判断している。
ただし、「弁護側は、南京において残虐行為が行われたとの事実を否定しなかった。彼らはたんに誇張されていることを言っているのであり、かつ退却中の中国兵が、 相当数残虐を犯したことを暗示した」 として、弁護側が一定規模の残虐行為の存在については争う姿勢を見せなかったために弁論主義の原則から真否を審理せずそのまま判決の基礎とした。そして残虐行為を行った人間は直接の上司と共に既に処罰されている事、「犯罪行為の指示」「故意の無視」といった事実は見受けられないことなどから、被告に繋がる問題ではないとして残虐事件の責任を問われた松井石根に対しても無罪を宣告している。

### バターン死の行進その他
バターン死の行進については「実に極悪な残虐である。輸送機関もなく、また食糧も入手しえなかったために止むをえなかったという理由でこれを弁護しようと試みられたのである」）として、その弁護が事実であったとしても正当化できる物ではないとし、「灼熱の太陽下、120キロメートルにわたる9日間の行軍の全期中、約65,000名の米国人およびフィリピン人俘虜は、その警備員によって蹴られ殴打された。病気あるいは疲労のために行進から落後した者は、射殺され、あるいは銃剣で刺されたのであった」 として「本官は、このできごとがすこしでも正当化しうるものであるとは考えない。同時に、本官は、これにたいしてどのようにして現在の被告のうちのだれかに責任を負わすことができるか、理解することができない。これは残虐行為の孤立した一事例である。その責任者は、その生命をもって、償いをさせられたのである。本官は現在の被告のうちのだれも、この事件に関係を持たせることはできない。」 とした。
また、アジア太平洋各地で、戦争の全期間を通じて、異なった地域において日本軍により、非戦闘員にたいして行われた残虐行為の事例を示し、「主張された残虐行為の鬼畜のような性格は否定しえない」と述べ、「これらの鬼畜行為の多くのものは、実際行われたのであるということは否定できない」と主張した後、「しかしながら、これらの恐るべき残虐行為を犯したかもしれない人物は、この法廷には現れていない。（…）現在われわれが考慮しているのは、これらの残虐行為の遂行に、なんら明らかな参加を示していない人々に関する事件である。」とした。

### ホロコーストと原爆投下に関して
連合国側はニュルンベルク裁判と東京裁判との統一性を求めていたが、パール判事は、日本軍による残虐な行為の事例が「ヨーロッパ枢軸の重大な戦争犯罪人の裁判において、証拠によりて立証されたと判決されたところのそれとは、まったく異なった立脚点に立っている」と、戦争犯罪人がそれぞれの司令を下したとニュルンベルク裁判で認定されたナチス・ドイツの事例との重要な違いを指摘したうえで、「（米国の）原爆使用を決定した政策こそがホロコーストに唯一比例する行為」と論じ、米国による原爆投下こそが、国家による非戦闘員の生命財産の無差別破壊としてナチスによるホロコーストに比せる唯一のものであるとした。また、戦争の遠因となった人種差別問題の観点に触れつつ、「最初の原子爆弾の実験台として、決して彼ら（米英）は白人国を選ぶようなことはしなかったであろう」と述べた。

### ベルト・レーリンク判事への反響
パールの「公平さ」を訴える考え方にオランダからのベルト・レーリンク判事も共感し、その影響を受けるようになっていった。また自らの個別意見書の発表も、パールが「反対意見」を公表すると主張した副産物であったとした。
| 「当初からパルは、自分の意見を公表しようと決めていました。思うに、パルは裁判に加わった時から、全被告がどの訴因についても無罪であると自分が判定することになろう、とわかっていたのでしょう。そこで、他の十名の判事の決定には拘束されはしない、と言ったのです。この理由で「反対意見」を認めないとする当初の合意は崩れました。というのも、多数派に与しない判事は、多数派に賛成していると思われるのを避けるため、今や自らの考えを明らかにせざるを得なくなったからです」 |

パールの個人的立場についてレーリンク判事は次のように語っている。
| 「パールは植民地支配に心底憤慨していました。彼は、ヨーロッパがアジアで行った事、200年前にアジアを征服し、それからずっとそこを支配し君臨し続けた事に強い拘りを持っていました。それが彼の態度でした。従って、アジアをヨーロッパから解放する為の日本の戦争、そして“アジア人のためのアジア”というスローガンは、パールの琴線に触れるものがあったのです。彼は、日本人と共にイギリスと戦うインド軍に属していた事さえあったのです。彼は骨の髄までアジア人でした」 |

なお牛村圭は、レーリンク原著「The Tokyo Trial and Beyond（東京裁判とその後）」の史料価値は高いが、訳書は「初歩的な誤訳」「基本的な史実の誤り」が多く、版元が絶版の対応を取ったとしている。レーリンクの語るパールがインド軍に参加していたことに関しては、インド国民軍が存在した時期にパールは既に50代後半という高齢であった事、この時期にパールはカルカッタ高等裁判所判事、カルカッタ大学副総長に就任していること、東京裁判判事に選ばれた理由は、表立ってイギリスに反抗的態度を取っていなかった事が理由の一つとされており、反英独立を掲げたインド国民軍にパールが実際に属していたかは疑問の余地がある。
一方、粟屋憲太郎は、「日本軍と手を組んでインド国民軍を率いインド独立を達成しようとしたチャンドラ・ボースに近く、東京裁判に対する反論は法実証主義に基きながら、その背景には『西洋帝国主義にたいする強烈な敵意に基づいた』日本への共鳴だった。そういう意味で、パールは「中立的」立場の判事ではなかったと言える」とし、パールの思想的立場は中立ではないとした。

## 評価・批判・影響
被告全員に無罪判決を出したパール判事は『パール判決書』の中で、
「戦争の勝ち負けは腕力の強弱であり、正義とは関係ない。」
と記述している、また
「現代の歴史家でさえも、つぎのように考えることができたのである。すなわち『ハル・ノートのようなものをつきつけられれば、モナコ公国やルクセンブルク大公国でさえ戦争に訴えただろう』。」
とA.J.ノックの言葉を引用して弁護したベン・ブルース・ブレイクニーの言葉をそのまま判決書に紹介している。これについて、日本の保守系論者（伊藤哲夫：日本政策研究センター）は「『戦争を始めたのは日本ではなく、アメリカなのだ』ということを意図したものである」と主張している。
さらに、パール判事は、「法の真理」が、戦争を超越して存在していることを示唆した次のような言葉も表明している。
「時が熱狂と偏見をやわらげたあかつきには、また、理性が虚偽からその仮面を剥ぎとったあかつきには、そのときこそ、正義の女神は、その秤を平衡に保ちながら、過去の賞罰の多くに、そのところを変えることを要求するだろう。」
近現代史研究家の水間政憲は著書の中でパール判事に言及し、「パール判事は国際法の専門家であり、法の原理原則「罪刑法定主義」を厳密に運用し、その後に国際法学会で圧倒的に支持されており、パール判事は国際連合国際法委員会の議長に二度選出されている。」と述べた。
ただし、実際にパールがカルカッタ大学で国際法に関する講義を行うようになったのは東京裁判の後の話であって、東京裁判以前のパールは主に税法専門の弁護士として活動し、博士号論文はインド古代法哲学に関するものだった。パールは国際法の業績があったから東京裁判の判事に任命されたのではなく、東京裁判の審理に加わった後で国際法学者になった。

### 戦犯被告による歌
パールの意見書に接し、多数決で死刑になった被告が歌を遺している。
東條英機
「百年の 後の世かとぞ 思いしに 今このふみを 眼のあたりに見る」
板垣征四郎
「ふたとせに あまるさばきの 庭のうち このひとふみを 見るぞとうとき」
「すぐれたる 人のふみ見て 思うかな やみ夜を照らす ともしびのごと」
木村兵太郎
「闇の夜を 照らすひかりの ふみ仰ぎ こころ安けく 逝くぞうれ志き」
上記で「ふみ」と詠まれているのがパールの意見書のこと。

### 「日本無罪論」
1952年4月28日、GHQによる発禁終了を待ち、サンフランシスコ条約による主権回復した当日に、田中正明はパール意見書をまとめた『パール博士述・真理の裁き・日本無罪論』を刊行した。これは、編者がパール意見書から1/5ほどを抜粋し、意見書に対する田中のコメントを追加した本である。この出版に際して自身の意見書を『平和のバイブル』というタイトルで出版するという日本側からの連絡を受けていたが、実際には『日本無罪論』というタイトルが付けられて出版された。この書名に対するパール自身の態度は、時に容認したり時に不満を漏らしたりといった、一定しないものだったともいわれる。田中は以後、パールは「日本無罪論」を述べたと主張し、東京裁判史観への批判を唱えた。
中島岳志は著書『パール判事』で、田中の『パール博士述・真理の裁き・日本無罪論』が、パール=戦犯を許すという誤った認識を植え付け、戦争肯定論者の宣伝に使われる端緒となったと主張した。この著書をもとに小林よしのりとの間で論争(パール判決論争)が発生し、西部邁 や牛村圭 なども論争に加担した。ほか、中里成章も田中正明らへの批判を展開した。

### オランダ派遣判事
ベルト・レーリンクはフィリピンの判事だったデルフィン・ハラニーリャを『彼はフィリピンのアメリカに協力してきた支配層に属していたアメリカナイズされた人物でアジア的なところは全くなく、日本に敵意を持った態度の判事だった。』と語っているのと比較して、1977年にイタリアの国際法学者アントニオ・カッセーゼ (Antonio Casseze) に『彼は真にアジアの態度を代表する判事だった。』に語っている。

### 日本共産党
日本共産党によれば、平和に対する罪、人道に対する罪を事後法だと位置づけたパールの主張は、第一次世界大戦後に生まれた国際連盟規約や不戦条約等の存在を矮小化していると主張している。

### インド
パール意見書は、当時のインド政府の意思と一致していたわけではなかった。ジャワハルラール・ネルー首相は、当初から東京裁判で、自己を曲げないパールに困惑しており、パール意見書に対しても非公式ではあるが「パールの意見書はあくまで一判事の個人的見解であり、インド政府としては同意できない箇所が多々ある」と発言。
また、パールの長男は、パールが夫人の看病のために一時帰国していた時に、ネルーが電話をかけてきて、多数派判事に同調するよう説得を試みたが、パールはこれを拒絶したと証言している。
インド大使を務めた外交官である谷野作太郎によれば、パールの息子はＡ級戦犯を全員無罪とした自分の父が日本で一方的に崇拝されている事について当惑して怒っていたという。なお、2007年8月23日にインドを訪問中だった安倍晋三首相とパール判事の長男プロシャント・パー氏との会談について同氏はAFPの記者に対し、「非常に喜ばしいこと。父の公正な判断が人々の記憶にとどまっていてくれることを誇りに思う」と語った。また「戦争の片方の当事者のみを戦争犯罪で裁くことが可能だとは思わない」と述べた。
その一方、2006年12月14日に来日したマンモハン・シン首相は、日本の衆議院の国会演説の中で、「戦後、ラダ・ビノード・パール判事の下した信念に基づく判断は、今日に至っても日本で記憶されています。こうした出来事は、我々の友情の深さと、歴史を通じて、危機に際してお互いに助け合ってきた事実を反映するものです」と公式に好意的な意見を述べている。2014年8-9月に来日したナレンドラ・モディ首相も、9月1日に開かれた安倍晋三首相との夕食会の中で、「インド人が日本に来てパール判事の話をすると尊敬される。自慢できることだ。パール判事が東京裁判で果たした役割は我々も忘れていない」と述べ、パールの功績を称えている などインド国民軍とのインパール作戦での共闘と共に後の日印の友好の象徴になっている。

### 顕彰碑
1997年11月、インド独立50周年を記念して京都府京都市東山区の京都霊山護国神社に顕彰碑が建立され、パールの長男夫妻が来日し除幕式が行われた。また、終戦60周年の2005年6月には靖國神社にも同様の顕彰碑が建立された。
京都霊山護国神社に顕彰碑が建立された際には当時のインド大統領・コチェリル・ラーマン・ナラヤナンから以下のような記念メッセージが寄せられた。

### 記念館
神奈川県箱根町には下中彌三郎・パール両名を記念するパール下中記念館があり、東京裁判で用いた法服などが展示されている。

### 東京裁判について
日本を再訪した際、パールは東京裁判についてこう述べた。
| 彼ら連合国は、日本が侵略戦争を行った事を歴史に留める事によって、自己のアジア侵略の正当性を誇示すると同時に、日本の過去18年間の一切を罪悪であると烙印する事が目的だったに違いない。 |

小神野真弘は、パールは日本のアジアへの進出の正当化、乃至日本に対しての同情心で個別反対意見書を提出したのではなく、事後法で裁かれた裁判自体の公平性を批判する為にこの言葉を述べた。この事を考慮すると、彼は東京裁判の中で最も中立的立場を守っていた人物であると言えよう、と評した。

### 原爆投下批判
パールは1952年11月3日より4日間、「世界連邦アジア会議」の講演のため広島市を訪問した。4日の講演「世界に告ぐ」では「広島、長崎に原爆が投ぜられたとき、どのようないいわけがされたか、何のために投ぜられなければならなかったか」 など、原爆投下を強く非難した
講演では、「いったいあの場合、アメリカは原子爆弾を投ずべき何の理由があっただろうか。日本はすでに降伏すべき用意ができておった」「これを投下したところの国（アメリカ）から、真実味のある、心からの懺悔の言葉をいまだに聞いたことがない」、連合国側の「幾千人かの白人の軍隊を犠牲にしないため」という言い分に対しては「その代償として、罪のないところの老人や、子供や、婦人を、あるいは一般の平和的生活をいとなむ市民を、幾万人、幾十万人、殺してもいいというのだろうか」「われわれはこうした手合と、ふたたび人道や平和について語り合いたくはない」として、原爆投下を非難した。

#### 原爆慰霊碑碑文についての発言と碑文論争
5日には広島平和記念公園の原爆死没者慰霊碑の碑文にある「安らかに眠って下さい 過ちは 繰返しませぬから」をナイルの通訳を通して聞いた後、日本人が日本人に謝っていると判断し「原爆を落としたのは日本人ではない。落としたアメリカ人の手は、まだ清められていない」との主旨の発言をおこなった。
パールは二度三度と碑文の内容を確かめた後「憤ろしい不審の色」を浮かべて
| 「ここにまつってあるのは原爆犠牲者の霊であり、原爆を落したものは日本人でないことは明瞭である。落としたものの責任の所在を明かにして、"わたくしはふたたびこの過ちは犯さぬ"というのなら肯ける。しかし、この過ちが、もし太平洋戦争を意味しているというなら、これまた日本の責任ではない。その戦争の種は、西欧諸国が東洋侵略のために蒔いたものであることも明瞭だ。」「ただし、過ちをくり返さぬということが、将来再軍備はしない、戦争は放棄したという誓いであるならば、非常にりっぱな決意である。それなら賛成だ。しかし、それならばなぜそのようにはっきりした表現をもちいないのか」「原爆を投下した者と、投下された者との区別さえもできないような、この碑文が示すような不明瞭な表現のなかには、民族の再起もなければまた犠牲者の霊もなぐさめられない」 |

これを発端として碑文論争が活発化した。この発言を聞いた本照寺の筧義章住職はパールを訪ね「過ちは繰り返しませぬから」に代わる碑文を要望し、パールは「大亜細亜悲願之碑」の文章を執筆した。
| 激動し変転する歴史の流れの中に 道一筋につらなる幾多の人達が 万斛の思いを抱いて 死んでいった しかし 大地深く打ち込まれた 悲願は消えない 抑圧されたアジアの 解放のため その厳粛なる 誓いにいのち捧げた 魂の上に幸あれ ああ 真理よ あなたは我が心の 中に在る その啓示 に従って 我は進む 一九五二年一一月五日 ラダビノード・パール |

なお前半は筧住職による文であり、後半「抑圧された・・・」以降がパールの文章とする説が存在する。
1970年2月11日に運動団体「原爆慰霊碑を正す会」が発足。広島市が「主語は『世界人類』」と公式見解を示す事態となった。
1983年に主語をトルーマンとする札が慰霊碑に貼り付けられる事件がおこり、広島市は主語はすべての人々とする説明板を設置した。

## 著書
- ラダビノード・パール、田中正明編訳・解説、『パール博士「平和の宣言」』[49]
  - 復刊：小学館 2008年／元版（東西文明社、1953年）[50]
- 『東京裁判原典・英文版「パール判決書」』 国書刊行会、1999年7月。以下は「パール意見書」関連[51]
- 『東京裁判　全訳パール判決書』 都築陽太郎訳、幻冬舎、2016年[52]